# 青龍寺 (青森市)

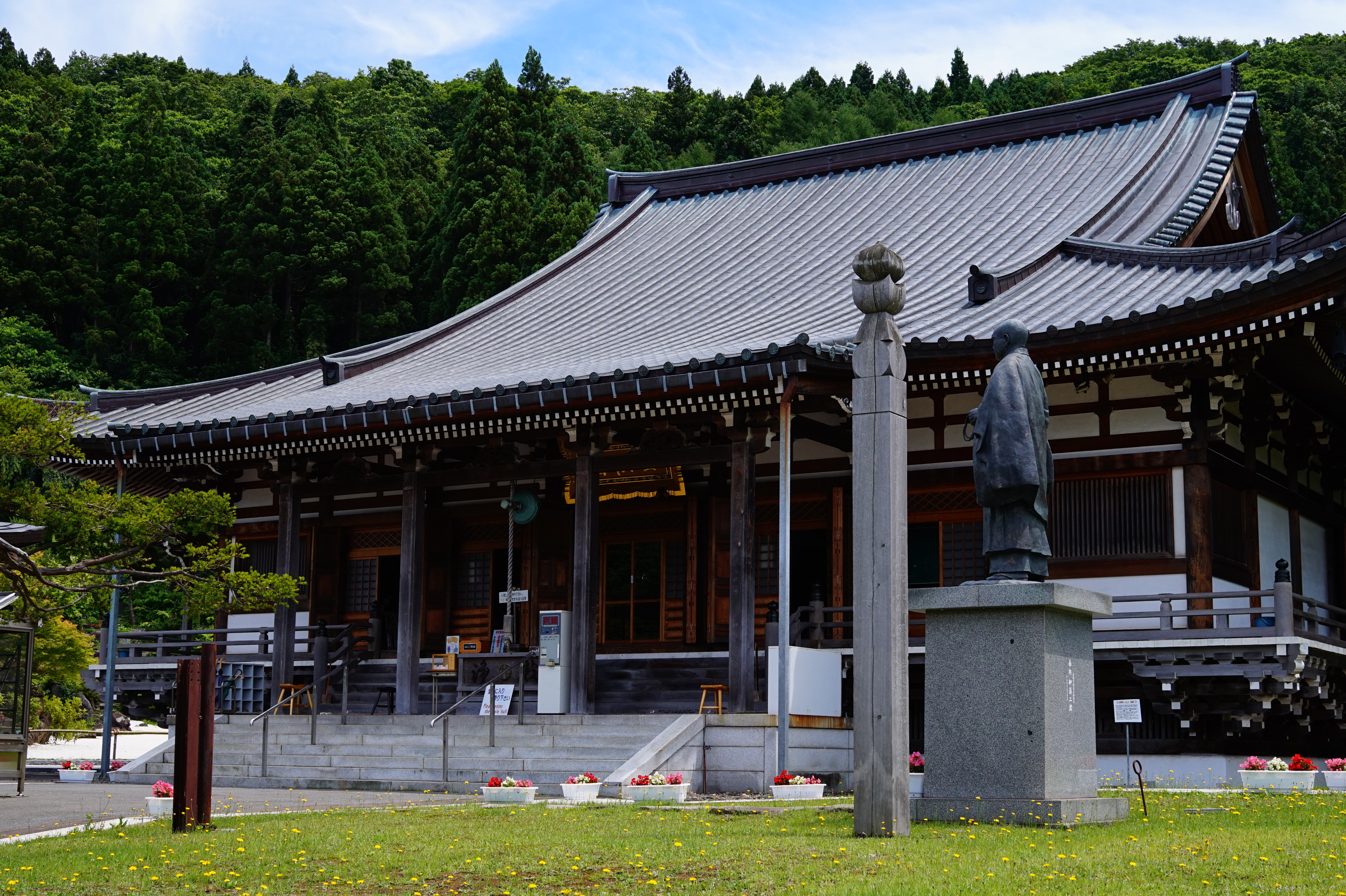
青龍寺 金堂

青龍寺（せいりゅうじ）は、青森県青森市にある高野山の青森別院。
青銅坐像では日本一の大日如来像（昭和大仏、21.35m）や宮大工の大室勝四郎が手掛けた、青森ひば造りの五重塔（高さ39m、日本第4位）などがある。

## 昭和大仏

昭和大仏、2019年撮影。

青龍寺境内には昭和大仏（しょうわだいぶつ）がある。1984年（昭和59年）9月30日に開眼。第二次世界大戦後に、茶屋町に作られていた高野山青森別院を移転する際に、織田隆弘が仏像資金の寄付を募った。『大日経』の所説に基づいて作られた胎蔵界（生）曼荼羅の教えでは、大日如来を中心として、その周りに宝幢（ほうしょう）、開敷華王（かいふけおう）、無量寿（むりょうじゅ）、天鼓雷音（てんこらいおん）の四仏と、普賢、文殊、観自在（観音、観世音）、弥勒の四菩薩が位置しているが、その大日如来の像として建造されたものである。仏体だけで21.35 mの高さを持つが、これは日本にある青銅座像仏では最大のものであり、重量も220トンある。仏像の土台にも入ることが出来るが、土足厳禁である。内部には六道輪廻の図などが飾られており、二階にも上がれる。
寺院自体が戦没者供養を目的とした仏像設立を動機としたものであったという事情もあり、一般的には昭和大仏の名称の方がよく知られている。知名度が記録と比較して低いのは、宗教法人なので青森市も青森県も名勝としてはPRし難いと言う側面が、存在するためと言われている。

## 施設
- 金堂

観光客用の入り口を入って正面すぐにある。現在の金堂は1992年（平成4年）10月に完成したものである。本尊は大日如来像である。『阿弥陀聖衆来迎大絵図』、みかえり阿弥陀像などがある。
- 五重塔

金堂の横にある。1996年（平成8年）10月10日に完成。胎蔵界の四菩薩が安置されている。39メートルの高さがあるため、東北本線の車内からでも、その姿をはっきりと見ることができる。観光客は通常入ることは出来ないが、上の階はやや天井が低く、姿勢を低くする必要がある。塔特有の、心柱が吊り下げられている様子を見ることが出来る。
- 高野山青森別院本堂

観光客用の入り口のすぐ傍にある。1998年（平成10年）6月に完成。なお、観光客は一階から入ることは出来ない。もし場合によって入ることがあるならば、左の極楽橋の奥にある入り口から入ることになる。

## 備考
- 東北三十六不動尊霊場の第18番札所
- 裏の山には夏ごろには水子供養のための風車が並べられていることが多い。風車は傍にある店で売られている。
- 店では蕎麦などを青森市の景色を遠くに見ながら食べる事ができる。お茶も無料で飲めるようになっている。
- 胎蔵界の四仏を収める建物がまだないことから、これから建物の工事を行うようである。
- 青森市郊外に位置するため周囲には田園風景が広がっている。

## 拝観情報
- 青森県青森市大字桑原字山崎45
- 拝観時間　8:00～17:30
- 休館日なし

## 交通アクセス
- 青森駅より青森市営バス昭和大仏行に乗車し、終点「昭和大仏」下車。